# مي سكاف
مي سكاف (13 أبريل 1969 - 23 يوليو 2018)، ممثلة سورية. من مواليد مدينة دمشق، درست الأدب الفرنسي في جامعة دمشق وشاركت في العديد من الأدوار المسرحية والتلفزية والسينمائية. عرفت بتأييدها للثورة السورية منذ بداياتها عام 2011م ورفضها لنظام بشار الأسد. توفيت في باريس يوم الاثنين 23 يوليو تموز عام 2018م إثر تعرضها لنوبة قلبية عن عمر يناهز 49 عاماً. وأطلق عليها السوريون المعارضون ألقاب: «الفنانة الثائرة» و«الفنانة الحرة» و«أيقونة الثورة». ذكر الشيخ سارية الرفاعي أن مي أرسلت له رسالة قبل وفاتها تعلن فيها إسلامها.

## سيرتها
وُلدت مي سكاف لأسرة نصرانية (مسيحية) ونشأت في حيٍّ شعبي دمشقي مسلم. برزت موهبتها منذ أن كانت تدرس في جامعة دمشق (قسم الأدب الفرنسي)، فكانت تشارك زملاءها طلبة الجامعة في تقديم أعمال مسرحية في المركز الثقافي الفرنسي، وقد لفتت اهتمام المخرج السينمائي ماهر كدو، الذي اختارها لبطولة فيلمه (صهيل الجهات) عام 1991، فتألقت في هذا الفيلم ممَّا شجع المخرج السينمائي عبد اللطيف عبد الحميد إلى اختيارها لفيلمه (صعود المطر). بدأ ظهورها التلفزي تحت إدارة المخرج نبيل المالح الذي اختارها لمسلسله (أسرار الشاشة)، وحققت نوعًا من التألق في دور (تيما) في مسلسل (العبابيد) مما لفت إليها الأنظار.
تنوَّعت أدوارها بين الشاشتين الكبيرة والصغيرة، وانتسبت لنقابة الفنانين السوريين عام 2001. وفي عام 2004 أسست معهد تياترو لفنون الأداء المسرحي في صالةٍ صغيرة في ساحة الشهبندر، وبعد وذلك ولضيق المكان نُقل المعهد إلى ساحة القنوات. إلا أنها فُصِلَت من النقابة في 10 يونيو 2015 بقرار نقيب الفنانين السوريين زهير رمضان بسبب عدم دفع التزاماتها المادية للنقابة.

### حياتها السينمائية
بعد دورها في مسلسل البواسل مع المخرج نجدت أنزور، شاركت في مسلسل (بيت العيلة) من تأليف دلع الرحبي وإخراج هند ميداني. بعد ذلك ظهرت في عمل مختلف، في مسلسل بعنوان «لشو الحكي» للمخرج رضوان شاهين. حيث تؤدي في هذا العمل عدة أدوار، في حكايات منفصلة، الواحدة عن الأخرى، والمسلسل صامت، ومدة كل حلقة فيه لا تتجاوز عشرين دقيقة، ويشترك فيه مجموعة من الممثلين منهم على سبيل المثال بسام كوسا وكاريس بشار. في عام 2017 عادت إلى عالم السينما من خلال فيلم قصير صُوِّر في العاصمة الفرنسية باريس بعنوان «سراب»، قامت بدور «ريما مرشيليان» وهي سيدة سوريا هاجرت إلى فرنسا خلال سنوات الثورة السورية وفي خضم الانتخابات الفرنسية الأخيرة يراودها حلم بأن تصبح أول امرأة تحكم بلداً عربياً وعمل على النص والإخراج المخرج السوري الشاب ملهم أبو الخير.

## الحياة السياسية ومواقفها
عرفت بمواقفها المعارضة من خلال اعتراضها الأخلاقي، بداية، على ممارسات قام بها الرئيس حافظ الأسد أثناء توليه الحكم ثمانينيات القرن العشرين، وكانت طفلة تقود دراجتها الهوائية في شوارع دمشق، وإذ بها ترى قوات من جيش حافظ الأسد وشقيقه رفعت، تقوم بنزع الحجاب «عن نساء الشام». في ذلك الوقت، عندما قرر حافظ وشقيقه رفعت، نزع حجاب النساء السوريات بالإكراه، أمام أعين المارة، في الشوارع والأمكنة العامة بدأت بمواجهة مباشرة مع نظام بشار الأسد، عندما قامت بالتوقيع على ما يعرف بـ«إعلان دمشق» الذي أطلق عام 2005 وهددت حينها بقطع لسانها.

عرفت بمواقفها المؤيدة للثورة السورية منذ بداياتها في سنة 2011 كما أعلنت رفضها لنظام بشار الأسد. ثم اعتقلت خلال مظاهرة سلمية مع عدد من المثقفين في دمشق، وبعد عدة أيام أطلق سراحها وحدد موعد لمحاكمتها بعد أن نظمت أجهزة الأمن ضبطاً أمنياً في حقها وأحالته إلى نيابة«محكمة الإرهاب» التي أحالته بدورها إلى «قاضي التحقيق» لمحاكمتها بتهمة الاتصال بإحدى القنوات الفضائية ونشر أنباء كاذبة. وقد أصدر «قاضي تحقيق» النظام السوري قراره باتهامها بالتهم الأمنية المنسوبة لها وطلب من محكمة الجنايات إصدار مذكرتي قبض ونقل في حقها ومحاكمتها بالتهم المنسوبة لها عندما توجه إليها بسؤال عن الشيء الذي تريده جرّاء انخراطها في الثورة على النظام، فقالت له:
 اضطرت إلى مغادرة سوريا إلى لبنان سرًّا ثم إلى الأردن، ثم هاجرت لفرنسا برفقة ابنها عام 2013 واستولى النظام السوري على منزلها في جرمانا بريف دمشق نهاية العام 2014.

### إسلامها
أكَّد الشيخ الداعية السوري سارية الرفاعي أنه وصلت إليه رسالة منها تُعلِمه فيها بإسلامها وأنها تشهد أنه لا إله إلا الله وأن محمدًا رسول الله.

## أسرتها
متزوجة ولديها ابن وحيد اسمه جود.

## وفاتها
توفيت مي سكاف في باريس (حيث كانت تقيم خارج سوريا بسبب معارضتها لنظام بشار الأسد) يوم الاثنين 23 يوليو عام 2018 إثر تعرضها لنوبة قلبية، بحسب تقارير أولية، عن تسعةٍ وأربعين عاماً. آخر أقوالها كانت 

### الشكوك حول طريقة وفاتها
كان ذوي سكاف قد عبروا عن شكوكهم بوفاتها وفاةً طبيعيَّة، وآثروا انتظار نتيجة تقرير الطبيب الشرعي ليكشف سبب الوفاة الصحيح. ولمَّا صدر التقرير المذكور، أكَّد أن سكاف توفيت لسبب طبيعي ولا شبهة جنائية وراء ما حدث معها، بل إنها فارقت الحياة بسبب نزيف حاد بالدماغ، وحينها كشف مُقربون منها سبب شكوكهم فيما حصل معها، فقالوا أن سفرها إلى بيروت قبل وفاتها بفترة قصيرة، هو ما آثار شكوكهم خاصة أن مطار بيروت رفيق الحريري الدولي واقع تحت إدارة حزب الله الشريك القوي لنظام الأسد في سوريا. وكان قد وقع جدال سابق بين سكاف وأمين عام حزب الله حسن نصر الله، فقد استفزته تصريحاتها في بداية الثورة السورية وتحديداً عام 2012، عندما تحدثت عن مواقفها مع اللبنانيين النازحين من جنوب لبنان إلى سوريا عام 2006 بسبب حرب حزب الله مع إسرائيل وما أفضت إليه من نزوح العشرات من أهالي الجنوب والضاحية الجنوبية، وكانت سكاف من جملة الذين ساهموا بجمع التبرعات لعدد كبير من أولئك النازحين. ولمَّا أعلن حزب الله تدخله في القتال الدائر بسوريا ووقوفه في صف النظام، كتبت سكاف تقول: «بحرب تمُّوز جمعت لإخوتنا اللبنانيين يلي بالضاحية، تقريباً مية ألف ليرة وجبتلون على اسمي برَّاد (مشان يشربو مي باردة) وتلفزيون ودش مشان يتابعوا الأخبار.. وما ينقطعوا عن أهليون. ونزلت يومين عالأسواق مشان اشتري بواط وبيجامات للأطفال.. بدي أبعت للسيد حسن نصر الله .. إنو أنا بعتذر.. يرجّع شبيحتو عن سوريا.. أو يرجّعلي ديناتي». حينها، نشرت وسائل إعلامية أنَّ نصر الله وصلته رسالة مي سكاف، وطلب من موظفين في حزبه الاتصال بها وسؤالها عن المبلغ الذي ترغب في استرداده منه، في إشارةٍ إلى أنَّ مُقاتلي الحزب لن يُغادروا سوريا، وقيل أيضًا أنَّ نصر الله طلب من أحد مقاتليه السابقين، وهو الشيخ عبد الكريم عبيد، البحث عن عنوان سكاف بدمشق وإيصال صندوق يحوي ملابس وأحذية أطفال ومبلغ ألفيَ دولار أمريكي. لذلك، خلقت تلك الحادثة الشكوك المذكورة عند ذوي سكاف ومفادها أن حزب الله له يد فيما حدث.

### تفاصيل وفاتها
أفاد جود الزعبي، نجل مي سكاف، بأنه غادر المنزل في الصباح، تاركًا والدته في حالة جيدة، وكانت لديها مقابلات مع أصدقاء في المساء، وفق مواعيد مُسبقة قامت بتأكيدها وتحديدها بنفسها، ولم يظهر عليها في ذلك الصباح ما يُشير إلى أنها مريضة أو مُتعبة، بل كانت طبيعية جدًا وتناولت إفطارها، وودعها مغادرًا المنزل. وذكر أنه عاد في المساء مُوقنًا أن والدته مازالت في الخارج مع أصدقائها، وفور دخوله فوجئ بها نائمة، فحاول إيقاظها لسؤالها عن سبب عدم خروجها فوجدها مُتوفاة، وعلى الفور أبلغ الشرطة. وأضاف أنَّ والدته كانت حزينة على سوريا، وساءت حالتها النفسيَّة للغاية خلال الشهور الأربعة الأخيرة من حياتها بسبب مجريات الأمور في سوريا، وهو ما أثر على صحتها وأعصابها، وجعلها تعيش في توتر وقلق وحزن وإحباط خلال أيامها الأخيرة. وقالت الكاتبة والروائية السورية ديمة ونوس، ابنة خالة سكاف، أن الأخيرة كانت محبطة بشكل كبير طوال الأشهر الأربعة السابقة لوفاتها بسبب الأحداث في سوريا، والاحتلال الإيراني الروسي لبلادها، واستمرار نزيف الدم السوري، وتزايد عدد الضحايا الذين يموتون يوميًا على يد الميليشيات المقاتلة إلى جانب النظام السوري وحلفاؤه. وألمحت إلى أن الإحباط تمكن منها وأصابها بعزلة وانطواء وصمت، وكانت تشعر أن سوريا لن تقوم لها قائمة، وسيظل السوريون يدفعون ثمن ذلك نفيًا وتشريدًا وقمعًا وقتلًا وسفكًا لدمائهم، ولذلك عكفت كثيرًا في منزلها في فرنسا، وقللت من مشاركاتها الاجتماعية، وأدَّى ذلك إلى تدهور حالتها الصحية.

## أعمالها الفنية

### في التلفزيون
| سنة الإنتاج | اسم المسلسل        | الشخصية              |
| ----------- | ------------------ | -------------------- |
| 2017        | أوركيديا           | العرافة الكاف        |
| 2017        | أمل                | مادلين               |
| 2015        | وعد الغريب         |                      |
| 2014        | طوق الإسفلت        | خضرة                 |
| 2013        | منبر الموتى        | ام اكرم              |
| 2012        | عمر                | هند بنت عتبة         |
| 2011        | المنعطف            |                      |
| 2010        | قيود روح           | سوزان                |
| 2009        | أنا وأخوتي 3       |                      |
| 2008        | زهرة النرجس        | سحر                  |
| 2008        | مواسم الخطر        | ناهد                 |
| 2008        | أنا وأخوتي 2       | الأم                 |
| 2007        | سيرة الحب          |                      |
| 2007        | هذا العالم         |                      |
| 2006        | أهل الغرام1        |                      |
| 2006        | صدى الروح          |                      |
| 2006        | ندى الأيام         |                      |
| 2006        | آخر أيام اليمامة   | زرقاء اليمامة        |
| 2005        | الشمس تشرق من جديد | لمياء                |
| 2005        | الحور العين        |                      |
| 2005        | المحطة 30          |                      |
| 2005        | المارقون           |                      |
| 2003        | الشتات             |                      |
| 2003        | ربيع قرطبة         | عائشة بنت أبي القاسم |
| 2002        | الأرواح المهاجرة   | نورا                 |
| 2001        | بيت العيلة         |                      |
| 2000        | البواسل            | هند                  |
| 1999        | الفوارس            | رباب                 |
| 1999        | رمح النار          |                      |
| 1998        | مقعد في الحديقة    |                      |
| 1998        | القلاع             |                      |
| 1998        | مرايا98            | متعددة               |
| 1998        | خان الحرير ج2      |                      |
| 1996        | العبابيد           | تيما                 |
| 1995        | أسرار الشاشة       |                      |
| 1992        | جريمة في الذاكرة   | هالة                 |

### في السينما
| سنة الإنتاج | الفيلم       | الشخصية |
| ----------- | ------------ | ------- |
| 1993        | صهيل الجبهات |         |
| 1995        | صعود المطر   |         |
| 2017        | سراب         |         |

### في المسرح
| سنة الإنتاج | المسرحية           | الشخصية |
| ----------- | ------------------ | ------- |
| 2003        | "الموت والعذراء"   |         |
| 2008        | دمشق يا بسمة الحزن |         |
| 2016        | "سفينة الحب"       |         |
| 2016        | "النمور"           |         |

### في الإذاعة
| سنة الإنتاج | المسلسل     |
| ----------- | ----------- |
| 2016        | كلنا سوريون |

## روابط خارجية
- مي سكاف على موقع IMDb (الإنجليزية)
- مي سكاف على موقع قاعدة بيانات الأفلام العربية